# جب هنسارلینگ
جب هنسارلینگ (به انگلیسی: Jeb Hensarling) نمایندهٔ حوزه انتخابیه پنجم تگزاس از حزب جمهوری‌خواه ایالات متحده آمریکا در مجلس نمایندگان ایالات متحده آمریکا است که برای نخستین‌بار در ۱۷ ژانویه ۲۰۰۳ میلادی به‌عضویت این مجلس درآمد.